# Merzifon
Merzifon (en persa antic: Merzban; antic grec: Μυρσυφων, Mersyphòn) és una ciutat i districte de la província d'Amasya a la regió de la mar Negra a Turquia amb una superfície de 970 km² i una població de 67.281 habitants (2000) dels quals 45.613 habitants viuen a la mateixa ciutat i la resta del districte. Entre les diverses formes en què apareix el seu nom al llarg de la història figuren Marzifūn, Mersivan, Marsovan, Marsiwān, Mersuvan, Merzpond i Merzban. El nom derivaria de marzuban, el títol persa del governador de les províncies frontereres. Està en una plana a les pendents al sud del Tavşan Dağ regada pel riu Merzifon, en la carretera que porta a Ankara i a Samsun, a 109 km d'aquesta i a 325 km de la capital de Turquia. Té Amasya a 48 km a l'est. El clima és calorós a l'estiu i fred a l'hivern.

## Història
L'evidència arqueològica amb centenars de munts d'enterrament (höyük) indica un establiment matiner de la zona almenys de la meitat del sisè mil·lenni abans de Crist. Les primeres fortificacions les van construir els hitites que foren expulsats vers el 1200 aC. Tornen a aparèixer fortificacions 500 anys després (vers el 700 aC) aixecades pels frigis que van deixar moltes restes funeràries i de la seva arquitectura. A partir del segle vi aC els frigis van enfrontar als cimmeris procedents del Caucas; les tombes excavades d'aquest període han posat a la llum important material que està exposat al museu d'Amasya.
Merzifon fou després un punt de comerç del regne del Pont, que tenien capital a Amasya, i va dur el nom de Phazemon. El seu districte es deia Phazemonitis. Tenia fonts d'aigua mineral que correspondrien als moderns banys de Cauvsa. Els romans sota Gneu Pompeu hi van establir una colònia després de derrotar Mitridates VI Eupator, i la van anomenar Neàpolis i al districte Neapolitis.
El territori d'Amasya va quedar en part destruït durant les guerres civils del final de la república. Merzifon fou restaurada per l'emperador Hadrià. Les restes dels seus temples són també al museu d'Amasya. La ciutat va créixer sota domini romà; les muralles i fortificacions foren reforçades a partir del segle iii i es va mantenir com a fortalesa destacada sota els romans d'Orient. Al segle VIII fou assolada per una ràtzia dels àrabs després de la qual es va construir el castell de Bulak com a defensa.
Al darrer quart del segle xi Danishmend, un cap turcman, va establir el seu domini a la ciutat. L'emirat seljúcida va ser seguit pels rumí i aquestos pels Ilkhànides a la segona meitat del segle xiii. Per un temps fou domini dels 
Tashan o Taşanoğullari. Va passar als otomans el 1393 sota Baiazet I. D'aquesta ciutat fou originari el famós gran visir del segle xvii Merzifonlu Kara Mustafa Pasha. Al segle xvii fou visitada per Evliya Çelebi i hi havia diverses tekkes de dervixos que eren objecte de culte. El santó local era Pir Dede Sultan, deixeble suposat de Hajji Bektaix. Diverses esglésies romanes d'Orient havien estat convertides en mesquites, destacant la d'Eski Cami. La mesquita de Sultan Murad era genuïna i es va construir el 1426/1427 i la madrassa de Mehmet Çelebi es va construir el 1414.
Al segle xix la població local era de 20.000 habitants dels quals uns 13.300 eren musulmans, uns 5900 armenis i uns 800 grecs. La majoria de grecs i armenis foren assassinats o van fugir. Les esglésies existents foren destruïdes.
Després de la I Guerra Mundial els britànics van desembarcar a la costa de la mar Negra i van arribar a Marzifon (1919) que fou el seu punt més interior. L'exèrcit nacionalista va tenir base a Amasya. Els britànics es van retirar a la tardors del mateix any i va passar pacíficament als nacionalistes. El 1927 només tenia 11.334 habitants. La ciutat va arribar a 28.210 habitants el 1970 i el districte 59.777. Hi ha una base aèria militar en les seves proximitats.

## Agermanaments
Merzifon està agermanada amb Pleasant Hill, Califòrnia (Estats Units d'Amèrica).

## Personatges
- Kara Mustafa Paşa (1634-1683), gran visir otomà.